# 46829 McMahon
46829 McMahon este o planetă minoră (asteroid) din centura de asteroizi. A fost descoperită pe 26 iulie 1998 la Observatorul La Silla de Eric Walter Elst. 
Obiectul prezintă o orbită caracterizată de o semiaxă mare de 2,3999670270411 UAi, o excentricitate de 0,18, o înclinație de 5,6 ° în raport cu ecliptica.